# Леопольд Кронекер
Леопо́льд Кро́некер (нім. Leopold Kronecker; *7 грудня 1823, Легніца — †29 грудня 1891, Берлін) — німецький математик.

## Діяльність
Член Берлінської АН (1861), професор університету в Берліні, іноземний член-кореспондент Петербурзької АН (1872).
Основні праці з алгебри і теорії чисел, де він продовжив роботи свого вчителя Е.Куммера з теорії квадратичних форм і теорії груп. Велике значення мають його дослідження з арифметичної теорії величин алгебри. Був прихильником «арифметизації» математики, яка, на його думку, повинна бути зведена до арифметики цілих чисел; тільки остання, як він стверджував, є справжньою реальністю. Захищаючи ці погляди, вів наполегливу дискусію з принципами теоретико-функціональної школи Карла Веєрштраса і теоретико-множинної школи Георга Кантора.
Написав понад 120 великих і малих мемуарів, що друкувалися в спеціальних журналах. У своїх дослідженнях Кронекер, шляхом застосування еліптичних функцій, отримав ряд нових даних для теорії чисел. Його «Grundzüge einer arithmet. Theorie der algebraischen Grössen» видані разом із передруком його докторської дисертації «De unitatibus complexis», як ювілейне видання на честь Куммера (Б., 1882), а мемуари «Ueber den Zahlenbegriff» з'явилися в «Philosoph. Aufsätze» (Лпц., 1887), виданих до 50-річного докторського ювілею Едуарда Целлера.
За дорученням Берлінської академії наук Кронекер розпочав видавати твори свого вчителя Діріхле) (т. I, Б., 1890); листування останнього з Кронекером видав Шерінг в «Göttinger Nachrichte» 1885. За сприяння Вейерштрасса, Гельмгольца, Шретера і Фукса, Кронекер продовжував видання «Journal für Mathematik», заснованого Креллем. Дослідження і лекції Кронекера видавалися Netto і Hensel.

## Об'єкти, названі на честь Кронекера
- Символ Кронекера
- Добуток Кронекера
- Лема Кронекера
- Теорема Кронекера в теорії чисел
- Теорема Кронекера — Вебера в теорії чисел
- Метод Кронекера
- Теорема Кронекера — Капеллі в алгебрі
- астероїд 25624 Кронекер.

а також інші математичні об'єкти.